# Ketkino
Ketkino (Russisch: Кеткино) is een plaats (posjolok) in het gemeentelijke district Jelizovski van de Russische kraj Kamtsjatka. De plaats ligt direct ten oosten van de plaats Razdolny, iets ten oosten van de weg R-474 van Jelizovo naar de hoofdweg van Kamtsjatka, op 11 kilometer ten noordwesten van Jelizovo. In de plaats wonen 251 mensen (2007).
De plaats werd gesticht in 1949 en is vernoemd naar een rivier die vroeger Ketkin genoemd werd. Deze rivier was weer vernoemd naar een man genaamd Ketkin.
Bestuurlijk centrum: Jelizovo

Bereznjaki · Dalni · Dvoeretsje · Ganaly · Joezjnye Korjaki · Ketkino · Korjaki · Krasny · Kroetoberegovy · Lesnoj · Malka · Nagorny · Natsjiki · Nikolajevka · Novy · Paratoenka · Pinatsjevo · Pionerski · Razdolny · Severnye Korjaki · Sokotsj · Sosnovka · Svetly · Termalny · Voelkanny · Zeleny